# Liste du patrimoine mondial en Biélorussie
Cet article recense les sites inscrits au patrimoine mondial en Biélorussie.

## Statistiques
Le premier site protégé de Biélorussie (nommée « Bélarus » par l'UNESCO) est inscrit en 1979, alors que le pays fait partie de l'Union soviétique. La Biélorussie ratifie la Convention pour la protection du patrimoine mondial, culturel et naturel le 12 octobre 1988.
En 2021, la Biélorussie compte 4 sites inscrits au patrimoine mondial : 3 culturels et 1 naturel.
À la même date, le pays a également soumis 5 sites à la liste indicative, tous culturels.

## Listes

### Patrimoine mondial
Les sites suivants sont inscrits au patrimoine mondial.
| Site                                                                              | Voblast          | Type                       | Date | Superficie (ha) | Zone tampon (ha) | Lien | Notes | Coordonnées | Illus. |
| --------------------------------------------------------------------------------- | ---------------- | -------------------------- | ---- | --------------- | ---------------- | ---- | --- | --- | ------ |
| Forêt Bialowieza                                                                  | Brest et Hrodna  | Naturel (vii)              | 1979 | 82 308          | 130 873          | 33   | Site transfrontalier commun avec la Pologne | 52° 30′ 00″ nord, 23° 34′ 59″ est |        |
| Ensemble du château de Mir                                                        | Hrodna           | Culturel (ii), (iv)        | 2000 | 27              |                  | 625  | | 53° 27′ 04″ nord, 26° 28′ 23″ est |        |
| Arc géodésique de Struve                                                          | Brest et Hrodna  | Culturel (ii), (iii), (vi) | 2005 | 115             | 400              | 1187 | Site transfrontalier commun avec l'Estonie, la Finlande, la Lettonie, la Lituanie, la Moldavie, la Norvège, la Russie, la Suède et l'Ukraine. 5 sites en Biélorussie : - Leskovitchi - Tchekoutsk (be) - Ossovnitsa - Lopaty - Toupichki (be) | 52° 09′ 39″ nord, 25° 34′ 17″ est 52° 12′ 28″ nord, 25° 33′ 23″ est 52° 17′ 22″ nord, 25° 38′ 58″ est 53° 33′ 38″ nord, 24° 52′ 11″ est 54° 17′ 30″ nord, 26° 02′ 43″ est |        |
| Ensemble architectural, résidentiel et culturel de la famille Radziwill à Nesvizh | Voblast de Minsk | Culturel (ii), (iv), (vi)  | 2005 |                 |                  | 1196 | | 53° 13′ 23″ nord, 26° 41′ 28″ est |        |

### Liste indicative
Les sites suivants sont inscrits sur la liste indicative.
| Site                                                                                         | Voblast       | Type                      | Date | Lien | Notes | Coordonnées                                                                                           | Illus. |
| -------------------------------------------------------------------------------------------- | ------------- | ------------------------- | ---- | ---- | --- | --- | ------ |
| Canal d'Augustów                                                                             | Hrodna        | Culturel (i), (ii)        | 2004 | 1892 | Proposition transfrontalière conjointe avec la Pologne                                                                                                   | 53° 51′ 29″ nord, 23° 32′ 31″ est                                                                     |        |
| Édifices religieux fortifiés en Biélorussie, Pologne et Lituanie                             | Brest, Minsk  | Culturel (i)              | 2004 | 1899 | 3 églises : - église Saint-Michel de Synkavitchy (en) - église de la Nativité-de-la-Vierge de Mouravanka (ru) - église Saint-Jean-Baptiste de Kamai (ru) | 53° 07′ 23″ nord, 25° 09′ 25″ est 53° 41′ 53″ nord, 24° 59′ 56″ est 55° 03′ 36″ nord, 26° 36′ 18″ est |        |
| Église de la Transfiguration-du-Sauveur et cathédrale Sainte-Sophie dans la ville de Polotsk | Vitebsk       | Culturel (i), (ii)        | 2004 | 1893 | | 55° 30′ 15″ nord, 28° 46′ 51″ est 55° 29′ 10″ nord, 28° 45′ 31″ est                                   |        |
| Église Saints-Boris-et-Gleb (en) (Kaloja) dans la ville de Hrodna                            | Hrodna        | Culturel (i), (ii)        | 2004 | 1895 | | 53° 40′ 41″ nord, 23° 49′ 08″ est                                                                     |        |
| Architecture religieuse en bois (XVIIe – XVIIIe siècle) en Polésie                           | Brest, Homiel | Culturel (i), (ii), (iii) | 2004 | 1901 | | 52° 11′ 49″ nord, 24° 03′ 32″ est                                                                     |        |